# Aalden
Aalden est un village situé dans la commune néerlandaise de Coevorden, dans la province de Drenthe. Le 1er avril 2004, le village comptait 1 850 habitants[réf. nécessaire].